# Eragrostis monticola
Eragrostis monticola är en gräsart som först beskrevs av Charles Gaudichaud-Beaupré, och fick sitt nu gällande namn av Friedrich Hermann Gustav Hildebrand. Eragrostis monticola ingår i släktet kärleksgrässläktet, och familjen gräs.
Artens utbredningsområde är Hawaii. Inga underarter finns listade i Catalogue of Life.